# Флавий Гигин
Флавий Гигин (лат. Flavius Hyginus) — римский политический деятель начала IV века.
Гигин происходил из Италии. В 331—332 годах он занимал должность префекта Египта. Известно, что ему доносили на Афанасия Великого, будто тот «бросал камни в царские изображения»